# Sageretia lehmanii
Sageretia lehmanii är en brakvedsväxtart som först beskrevs av Georg Hans Emmo Emo Wolfgang Hieronymus, och fick sitt nu gällande namn av Ludwig Radlkofer. Sageretia lehmanii ingår i släktet Sageretia och familjen brakvedsväxter. Inga underarter finns listade i Catalogue of Life.